# Sprödblättler
Die Einteilung der Lebewesen in Systematiken ist kontinuierlicher Gegenstand der Forschung. So existieren neben- und nacheinander verschiedene systematische Klassifikationen. 
Das hier behandelte Taxon ist durch neue Forschungen obsolet geworden oder ist aus anderen Gründen nicht Teil der in der deutschsprachigen Wikipedia dargestellten Systematik.

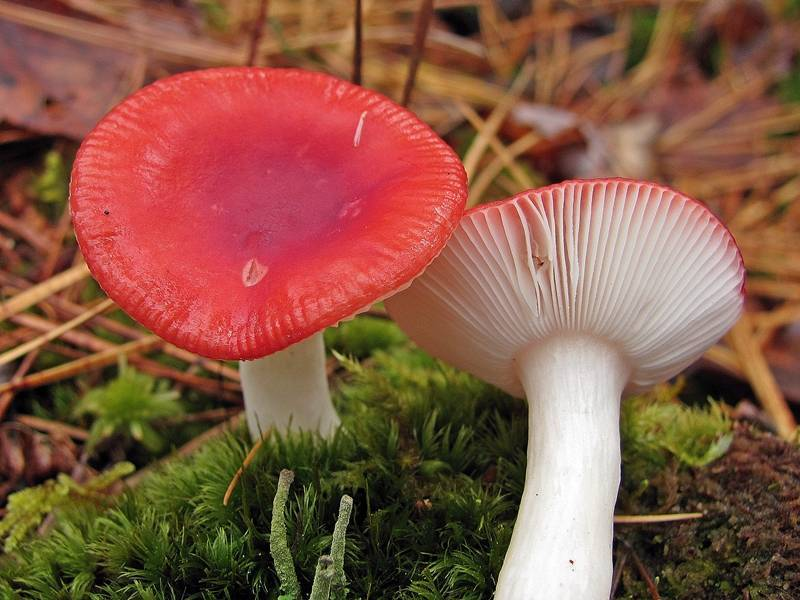
Sprödblättler sind durch brüchige, leicht splitternde Lamellen auf den Hutunterseiten der Fruchtkörper gekennzeichnet.

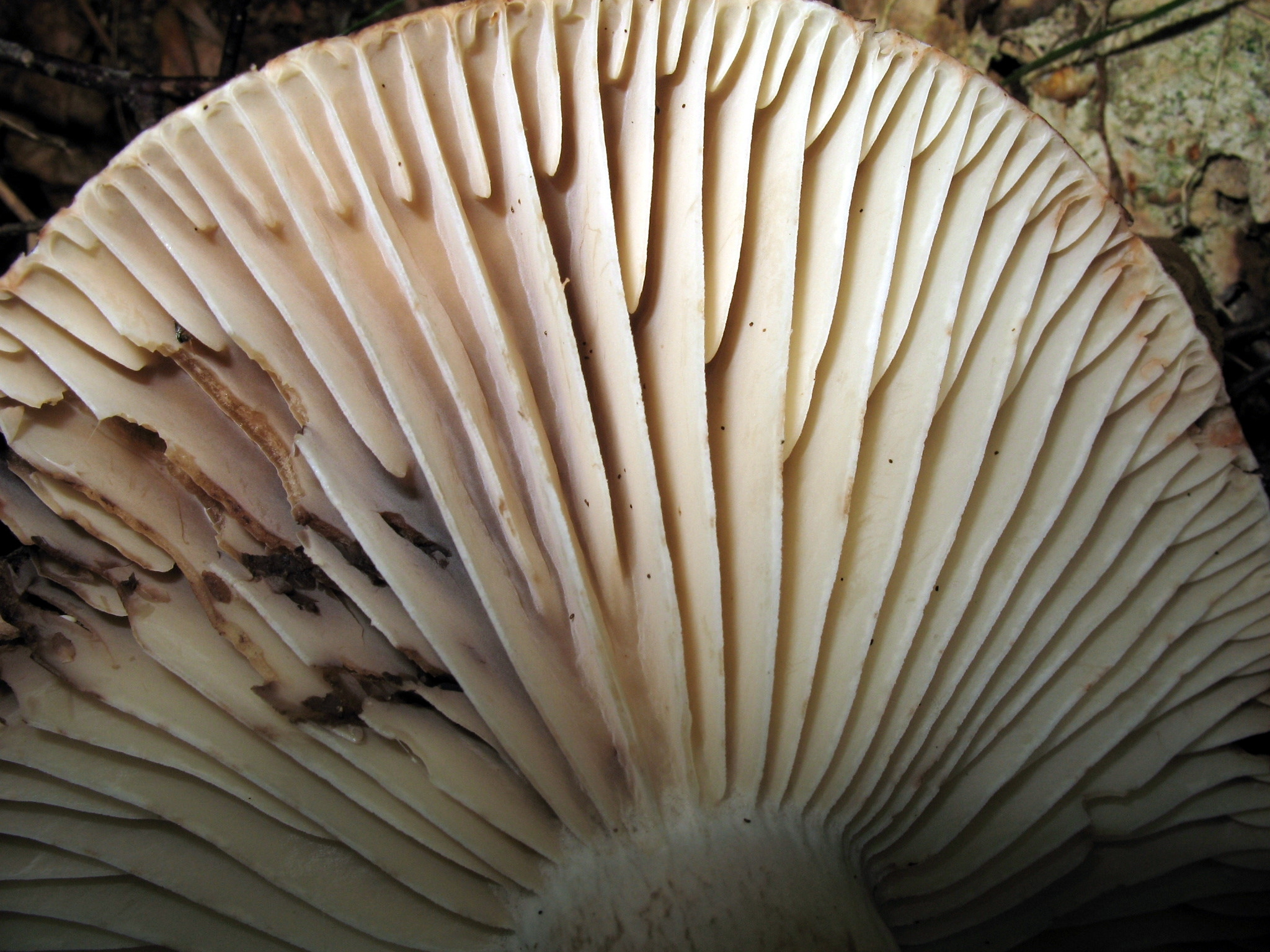
Die spröden Lamellen des Dickblättrigen Schwärz-Täublings (Russula nigricans)

Als Sprödblättler werden die Großpilze mit oberirdischen, in Hut und Stiel gegliederten Fruchtkörpern aus der Familie der Täublingsverwandten (Russulaceae) zusammengefasst. Namensgebend sind die meist leicht splitternden Lamellen auf der Hutunterseite. Die brüchige Konsistenz beruht auf den kugelförmigen Zellen im Fleisch.

## Geschichte
Mit der Bezeichnung „Sprödblättler“ wurde früher die Ordnung Russulales assoziiert, als diese nur aus den beiden Gattungen Täublinge (Russula) und Milchlinge (Lactarius) bestand. In einigen Pilzführern wurde der Begriff bisweilen auch als deutsches Äquivalent für die Familie Russulaceae gebraucht.
Heute ist der Name für die Russulales obsolet, weil die Ordnung neben den Milchlingen und Täublingen auch Pilze umfasst, deren Fruchtkörper keine typischen äußerlichen Merkmale von Sprödblättlern aufweisen. Gleiches gilt für die Familie Russulaceae.